# Féltékenység (érzelem)
A féltékenység érzelem, melyet az alany, ha valaki, akitől vágyik valamire (tipikusan figyelemre, szeretetre vagy gyengédségre), egy harmadik személynek nyújtja. Például egy gyerek féltékeny lesz, ha a testvére kap édességet, de ő nem. A féltékenység nem egyszerűen abból ered, hogy valaki nem kapja meg, amire vágyik: a gyerek féltékenységét (irigységét) még csillapítja, ha ő is kap az édességből, de egy féltékeny szerető már kizárólag magának akarja a szeretett személy figyelmét.
A párkapcsolatában akkor féltékeny valaki, ha attól fél, hogy a párja hűtlen, megcsalja valakivel. De féltékeny az az ember is, aki valakit rossz szemmel néz, mert fél, hogy háttérbe szorul miatta, például a munkahelyen.
Egyes szakértők (például John Rawls Az igazságosság elmélete c. 1971-es művében) különbséget tesznek féltékenység és irigység között: a féltékenység lényege, hogy meg akarjuk tartani, ami a miénk, míg az irigység lényege, hogy vágyunk valamire, ami nincs a birtokunkban. (Eszerint a gyerek féltékeny a testvérére, akire a szülei többet figyelnek, és irigyli a barátja új biciklijét.) Ezzel a megközelítéssel az a gond, hogy a féltékenységnek a fordított irányú figyelem is lehet az oka – egy tizenéves féltékeny lehet amiatt a figyelem miatt, amit egy rocksztár mutat a jegyese felé, holott ő maga nem igényli azt a figyelmet. Mások szerint a féltékenység és az irigység különbségének lényege a harmadik fél részvételében van: a féltékeny személy nem egyszerűen csak magáénak akarja a figyelmet, és nem is azt szeretné, hogy a harmadik fél egyáltalán nem kapjon – hanem hogy az, akire féltékeny, ne adjon a harmadik félnek.
Erre alapozva néhányan (Jeffrie Murphy, William Pennell Rock) azt feltételezik, hogy a féltékenység az önmagunkról alkotott képpel van kapcsolatban. Az a tudat, hogy valaki, akinek a véleménye sokat számít nekünk, egy harmadik személyt többre tart nálunk, kétségeket ébreszt bennünk a saját értékünkkel kapcsolatban.

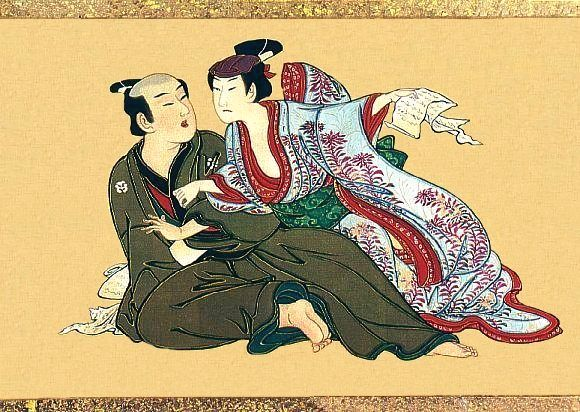
Az 1750-ből származó japán képen egy hölgy kéri számon a rivális szerelmes levelét a szeretőjén.

## Pszichológia

### Akut és krónikus féltékenység
Akut féltékenység: általában rövid, heves lefolyású. Az egyén nem feltétlenül mutat hajlamot a féltékenységre, meglehet, ezelőtt sosem volt annak tudatában, hogy ő maga is lehet féltékeny. Valószínűleg reagálását valós ok, pl. társa hűtlensége váltja ki. Az egyén reflexiója drámai, heves, túlzott, és ezt ő maga is abnormálisnak ítéli. Számos szakember gondolja úgy, hogy a megcsalt fél tünetei megdöbbentően hasonlítanak a nemi/érzelmi/fizikai erőszak poszttraumatikus (traumát követő stresszes állapot) betegségére. E tünetek:
Zaklatottság: az egyén újra, és újra átéli, felidézi a traumát kiváltó élményt, rögeszmésen rágódik azon.
Beszűkülés: kerüli a társaságot, elveszti a külvilág és mások iránti érdeklődését.
Hiperizgatottság: pl. ingerlékenység, álmatlanság.
Krónikus féltékenység: hosszabb ideig is eltart, mire az egyén kilábal belőle, hajlamot mutat a féltékenységre, ennek kiváltó oka leginkább az önbizalomhiányban, gyermekkori élményekben keresendő. Olyan helyzetekben is veszélyt érez, amelyekben mások semmiféle veszélyt nem érzékelnek.

### Normális és abnormális féltékenység
A féltékenység az őrültség és az épelméjűség mezsgyéjén található.
A normális féltékenység "arányos", van valós oka, ami kiváltja azt; a kapcsolatot valóban veszély fenyegeti. A féltékenységi skálán az emberek többsége középütt van, míg az abnormális, "aránytalan" kategóriájába sorolhatók azok az egyének (elenyésző a számuk), akik a skála legalacsonyabb, illetve legmagasabb pontján állnak, így pl. akkor sem érzékelik a veszély, amikor az valóban fennáll (reagálásuk abnormálisan gyenge), ill. akkor is veszélyt észlelnek, amikor nem létezik sem valódi, sem esetleges fenyegetés (reagálásuk abnormálisan erős).
Forrás: Ayala Malach Pines – A féltékenység, pm. 23-29

## Szociálpszichológia
A féltékenység megnyilvánulási módjai és a féltékenységre okot adó helyzetek a különféle társadalmakban rendkívül változatosak. Margaret Mead számos olyan társadalomról beszámol, ahol a férfiak rendszeresen felajánlják másoknak a feleségüket vagy lányukat szexuális célokra, és olyan poligám társadalmakról is, ahol az első feleségek örömmel fogadják a továbbiakat, mert azok növelik az ő tekintélyüket és csökkentik a munkájukat. Szembeállítja a dobuánokat, akik életük nagy részében azzal vannak elfoglalva, hogy féltékenyen őrzik minden tulajdonukat a feleségeiktől a jam-bogyóikig, a szamoaiakkal, akiknél ritka a féltékenység.
Mead a társadalmi szerkezetek különbségeinek tulajdonítja ezeket a megdöbbentő különbségeket, és ezt a feltételezését más szerzők kutatásai is alátámasztják. Stearns megállapítja, hogy a tizennyolcadik századi Amerikában, ahol a házasságokat a szülők előre megtervezték, és a házasság előtti afférok tiltottak voltak, a féltékenység szinte ismeretlen fogalom volt. Ahogy a megrendezett házasság helyébe a számos potenciális házastárs "kipróbálása" lépett, és az együttélés módjai is rugalmasabbak lettek, a féltékenység mint társadalmi jelenség hirtelen újra megjelent.
Az 1960-as évek végén és a '70-esek elején a féltékenységet – mindenekelőtt a szexuális féltékenységet – sokan (mindenekelőtt a szabad szerelem hirdetői) irracionálisnak és szégyenletesnek vélték. A nem-kizárólagos szexuális kapcsolatok hirdetői és gyakorlói megpróbálták száműzni vagy elnyomni a partnerük mással folytatott kapcsolata miatt érzett féltékenységüket. Sokuknak meglepően nehéznek bizonyult, másoknak viszont minden nehézség nélkül ment. Egyes tanulmányok szerint a féltékenység kevésbé jelentős azokban a többirányú kapcsolatokban, ahol megvan a kapcsolatok világos hierarchiája, vagy más módon rögzítettek az elvárások. (Lásd Smith and Smith, Beyond Monogamy.) A poliamoria (több párhuzamos intim kapcsolat) mai gyakorlói a féltékenységet egy elkerülhetetlen problémának tekintik, amit a legegyszerűbben hozzászokással és kibeszéléssel lehet kezelni. A társadalom nagy részében, bár a féltékenységet néha a bizonytalanság jelének tekintik, gyakrabban egy, a kapcsolatot fenyegető veszélyre adott normális és elvárható reakciót látják benne.

## Evolúciós pszichológia
Az evolúciós pszichológia szerint minden más viselkedésformához hasonlóan a féltékenység is csak egy eszköz a sikeresség fitnesz növelésére, védekezés a gének továbbadását fenyegető vetélytársak ellen. A nők mindig biztosak lehetnek benne, hogy a gyerekük az ő génjeiket hordozza, a férfiak viszont nem, ezért a két nemnél a féltékenység eltérő funkciót tölt be. A férfiak akkor lesznek féltékenyek, ha félrelépésre gyanakszanak, így próbálnak védekezni a "kakukkok", a más férfi genetikai állományát hordozó gyerekek ellen. A nők viszont az érzelmi kötelékek gyengülésére reagálnak féltékenységgel, mert a gyermekeik túlélését fenyegeti, ha a párjuk az erőforrásait nem őrájuk, hanem egy másik nőre és annak gyerekeire fordítja.

## Irodalom

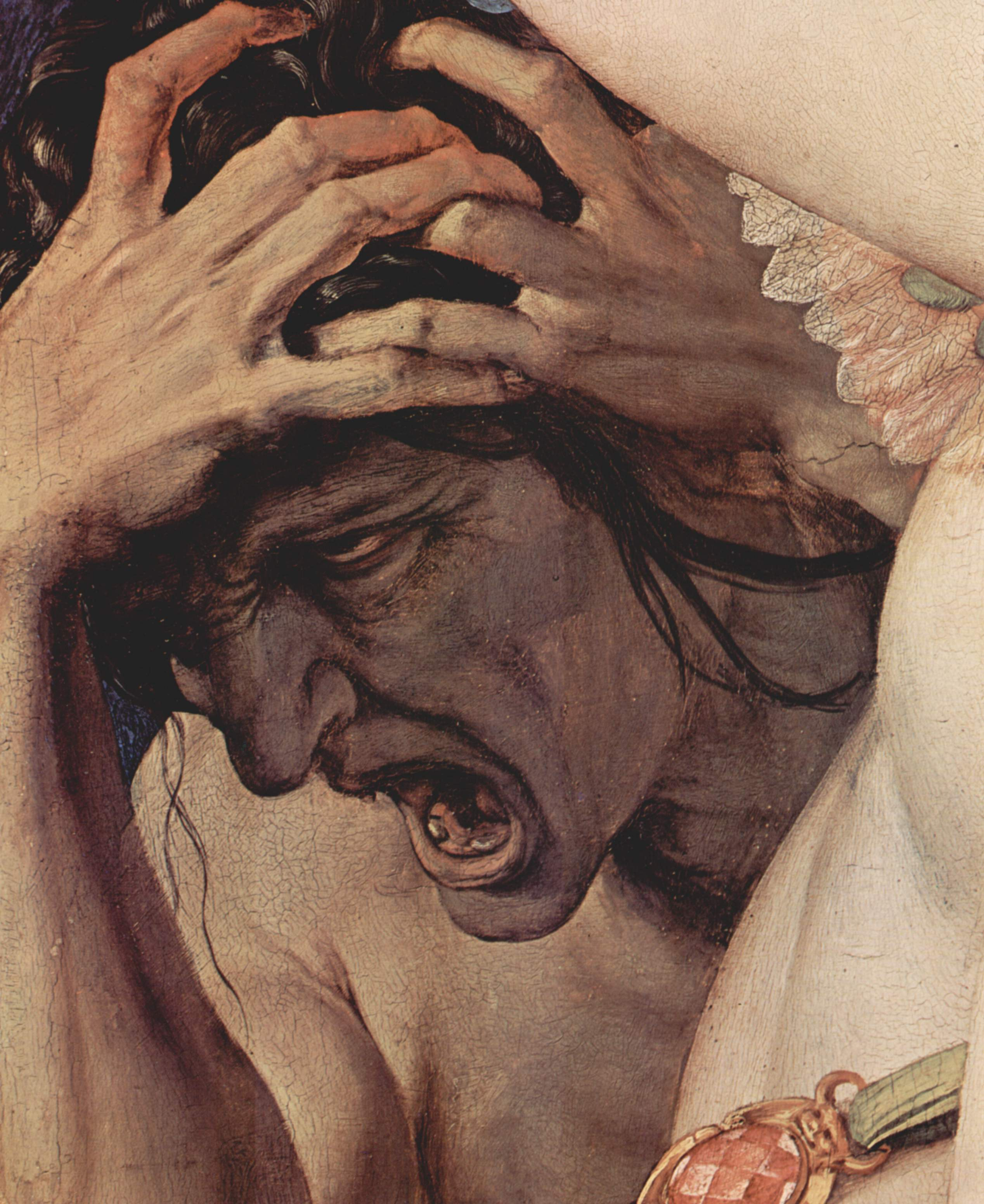
Angelo Bronzino: Vénus diadalának allegóriája című képén a gyötrő féltékenység ábrázolása